# باکتری کلی‌فرم

اشریشیا کلی

کلی‌فرم‌ها باکتری‌هایی هستند که معمولاً به عنوان شاخص کیفیت بهداشتی بودن غذاها و آب مورد استفاده قرار می‌گیرد. کلی فرم ها به دو دسته تقسیم می شوند کلی فرم های مدفوعی و کلی فرم های غیر مدفوعی. آن‌ها باسیل‌شکل، گرم-منفی، بدون آندوسپور و قادر به حرکت یا باکتری‌های غیرمتحرک هستند که هنگام قرار گرفتن در دمای ۳۷–۳۵ با تولید اسید و گاز قند لاکتوز را تخمیر می‌کنند. باکتری کلی‌فرم در محیط آبی، خاک و پوشش گیاهی پیدا می‌شوند. اکنون این باکتری‌ها در سراسر جهان به تعداد زیادی در مدفوع جانوران خون‌گرم وجود دارند. در حالی که به‌طور معمول خود کلی‌فرم‌ها بیماری جدی ایجاد نمی‌کنند، کشت آن‌ها ساده است، و از حضور آن‌ها به عنوان شاخصی برای تعیین دیگر ارگانیسم‌های بیماری‌زایی استفاده می‌شود که ممکن است منشأ آن‌ها مدفوع باشد. این بیماری‌زاها عبارتند از:باکتری‌های عامل-بیماری، ویروس‌ها، تک‌یاختگان و بسیاری از انگل‌های چندسلولی. کلی‌فرم‌ها در شرایط هوازی و غیرهوازی فعالیت می‌کنند.
نمونه‌های مهم کلی‌فرم‌ها عبارتند از:
- سیتروباکتر
- انتروباکتر
- هافنیا
- کلبسیلا
- اشریشیا

اشریشیا کلی عضو میله‌ای شکل گروه کلی‌فرم از روی رشد و تغییر رنگش در محیط‌های کشت معین و توانایی تخمیر لاکتوز در دمای ۴۴ درجه سانتیگراد در آزمایش‌های انجام گرفته بر روی کلی‌فرم مدفوعی از بیشتر انواع دیگر کلی‌فرم متمایز می‌شود. هنگام کشت در پلیت ائوزین متیلن بلو تولید کلنی بنفش تیره و سایه‌ای از رنگ سبز متالیکا نشانه‌ای مثبت از وجود اشریشیا کلی است. دوره نهفتگی اشریشیا کلی بین ۱۲ تا ۷۲ ساعت هنگام بودن در دمای رشد بهینه بین ۳۰ تا ۳۷ درجه سانتیگراد است. بی‌شباهت به گروه کلی باکتری‌های کلی‌فرم اشریشیا کلی تقریباً به‌طور انحصاری سرمنشاش از مدفوع است و حضورش تاییدیه مؤثری از آلودگی مدفوع است. بیشتر سویه‌های اشریشیا کلی بی‌ضرر هستند، اما تعدادی ازآنها موجب بیماری‌های جدی در انسان می‌شوند. نشانه‌ها و علائم آلودگی در انسان‌ها اسهال خونی، درد معده، استفراغ و بعضی از اوقات تب است. این باکتری می‌تواند موجب سینه‌پهلو و دیگر بیماریهای تنفسی وعفونت ادراری هم شود.
روشی ساده برای تمایز بین انواع مختلف باکتری‌های کلی‌فرم استفاده از پلیت ائوزین متیلن بلو آگار است. این پلیت تا اندازه‌ای مانع از رشد باکتری‌های گرم-مثبت می‌شود و براساس توانایی تخمیر لاکتوز تغییر رنگی را در کلونی باکتری‌های گرم-منفی تولید می‌کند. تخمیرکننده های قوی لاکتوز به رنگ آبی/بنفش/سیاه تیره ظاهر خواهند شد، و کلنی‌های اشریشیا کلی (که آن‌ها هم لاکتوز را تخمیر می‌کند) به رنگ تیره خواهند بود، اما آن‌ها دارای جلای فلزی سبزرنگ هم می‌باشند. دیگر باکتری‌های کلی‌فرم به صورت کلنی‌های ضخیم و لزج ظاهر خواهند شد و غیرتخمیرکننده ها بی‌رنگ و تخمیرکننده های ضعیف لاکتوز رنگ صورتی خواهند داشت.